# San Leonardo (Udine)
San Leonardo (friülà San Lenàrt , eslovè Svet Lienart) és un municipi italià, dins de la província d'Udine. Forma part de l'Eslàvia friülana. L'any 2007 tenia 1.202 habitants. Limita amb els municipis de Grimacco, Prepotto, San Pietro al Natisone, Savogna i Stregna. Segons el cens de 1971, el 85,5% de la població són eslovens.

## Fraccions
Altana-Utana, Camugna-Kamunja, Cemur-Čemur, Cernizza-Čarnica, Cisgne-Čišnje, Clastra-Hlastra, Cosizza-Kosca, Cravero-Kravar, Crostù-Hrastovije, Dolegna-Dolenjane, Grobbia-Grobje, Iainich-Jagnjed, Iesizza-Jesičje, Iessegna-Jesenje, Merso di Sopra-Gorenja Miersa, Merso di Sotto-Dolenja Miersa, Osgnetto-Ošnije, Ovizza-Ovica, Picig-Pičič, Picon-Pikon, Podcravero-Podkravar, Postacco-Puostak, Precot-Prehod, Scrutto-Škrutove, Seuza-Seucè, Ussivizza-Ušiuca, Zabrida-Zabardo, Zamir-Zamier.

## Administració
| Període   | Identitat         | Partit        |
| --------- | ----------------- | ------------- |
| 2004-2013 | Giuseppe Sibau    | Llista cívica |
| 2013-2014 | Teresa Terlicher  | Llista cívica |
| 2014-2019 | Antonio Comugnaro | Llista cívica |